# بني عيسى (لقنت)
بلدية بني عيسى أو (نقحرة: بينايسا) (بالإسبانية: Benissa)‏, هي بلدية تقع في مقاطعة لقنت. جنوب شرق إسبانيا. يبلغ عدد سكانها 12.424 نسمة.

## أعلام
- تشيستر هايمز

## وصلات خارجية
- (بالإسبانية)